# Vancouver Grizzlies 1996-1997
La stagione 1996-97 dei Vancouver Grizzlies fu la 2ª nella NBA per la franchigia.
I Vancouver Grizzlies arrivarono settimi nella Midwest Division della Western Conference con un record di 14-68, non qualificandosi per i play-off.

## Roster
| N° | Naz.                   | Ruolo | Sportivo            | Anno | Alt. | Peso |
| -- | ---------------------- | ----- | ------------------- | ---- | ---- | ---- |
| 2  | Stati Uniti (bandiera) | G     | Greg Anthony        | 1967 | 183  | 80   |
| 3  | Stati Uniti (bandiera) | A     | Shareef Abdur-Rahim | 1976 | 206  | 102  |
| 5  | Stati Uniti (bandiera) | G     | Chris Robinson      | 1974 | 196  | 91   |
| 7  | Stati Uniti (bandiera) | G     | Anthony Peeler      | 1969 | 193  | 94   |
| 10 | Stati Uniti (bandiera) | G     | Moochie Norris      | 1973 | 185  | 79   |
| 11 | Stati Uniti (bandiera) | G     | Lee Mayberry        | 1970 | 185  | 78   |
| 15 | Stati Uniti (bandiera) | C     | Rich Manning        | 1970 | 211  | 115  |
| 15 | Stati Uniti (bandiera) | AC    | Aaron Williams      | 1971 | 206  | 100  |
| 21 | Stati Uniti (bandiera) | G     | Lawrence Moten      | 1972 | 196  | 84   |
| 30 | Stati Uniti (bandiera) | GA    | Blue Edwards        | 1965 | 193  | 91   |
| 33 | Stati Uniti (bandiera) | AC    | Pete Chilcutt       | 1968 | 208  | 104  |
| 34 | Stati Uniti (bandiera) | A     | George Lynch        | 1970 | 203  | 99   |
| 40 | Stati Uniti (bandiera) | A     | Roy Rogers          | 1973 | 208  | 107  |
| 50 | Stati Uniti (bandiera) | C     | Bryant Reeves       | 1973 | 213  | 125  |
| 52 | Stati Uniti (bandiera) | C     | Eric Mobley         | 1970 | 211  | 107  |
| 55 | Stati Uniti (bandiera) | AC    | Eric Leckner        | 1966 | 211  | 120  |

## Staff tecnico
- Allenatori: Brian Winters (8-35) (fino al 25 gennaio)[1], Stu Jackson (6-33)
- Vice-allenatori: Jimmy Powell, Rex Hughes, Lionel Hollins
- Preparatore fisico: Rob Hackett